# Florencia Molinero
Florencia Molinero (ur. 28 listopada 1988 w Rafaeli) – argentyńska tenisistka.
Zawodniczka występująca głównie w turniejach ITF. Na swoim koncie ma wygranych dziewięć turniejów singlowych i dwadzieścia pięć deblowych rangi ITF. Najwyższe miejsce w światowym rankingu singlistek (170) osiągnęła w kwietniu 2012 roku.

## Finały turniejów WTA
| Legenda                     | Legenda |
| --------------------------- | ------- |
| Wielki Szlem                |         |
| Igrzyska olimpijskie        |         |
| WTA Tour Championships      |         |
| 2009 – 2020                 |         |
| WTA Premier Mandatory       |         |
| WTA Premier 5               |         |
| WTA Premier                 |         |
| WTA International Series    |         |
| WTA 125K series (2012–2020) |         |

### Gra podwójna
| Końcowy wynik | Nr | Data           | Turniej | Nawierzchnia | Partnerka       | Przeciwniczki                         | Wynik finału   |
| ------------- | -- | -------------- | ------- | ------------ | --------------- | ------------------------------------- | -------------- |
| Finalistka    | 1. | 17 lutego 2013 | Cali    | Ceglana      | Teliana Pereira | Catalina Castaño Mariana Duque Mariño | 6:3, 1:6, 5–10 |

## Wygrane turnieje rangi ITF
| turnieje z pulą nagród 100 000 $ |
| turnieje z pulą nagród 75 000 $  |
| turnieje z pulą nagród 50 000 $  |
| turnieje z pulą nagród 25 000 $  |
| turnieje z pulą nagród 15 000 $  |
| turnieje z pulą nagród 10 000 $  |

### Gra pojedyncza
|    | Data       | Turniej               | Kat. | ($)    | Naw.   | Finalistka           | Wynik         |
| 1. | 12/06/2005 | Nazare                | ITF  | 10 000 | twarda | Joana Cortez         | 7:5, 3:6, 6:0 |
| 2. | 06/11/2005 | São Paulo             | ITF  | 10 000 | twarda | Joana Cortez         | 7:5, 7:6      |
| 3. | 04/12/2005 | Hawana                | ITF  | 10 000 | twarda | Yamile Fors-Guerra   | 6:4, 6:3      |
| 4. | 25/03/2007 | Coatzacoalcos         | ITF  | 25 000 | twarda | Estefania Craciun    | 6:4, 6:3      |
| 5. | 20/05/2007 | Cordoba               | ITF  | 10 000 | ziemna | Soledad Esperón      | 6:0, 6:2      |
| 6. | 10/07/2011 | Aschaffenburg         | ITF  | 25 000 | ziemna | Stephanie Vogt       | 7:6, 6:1      |
| 7. | 29/07/2012 | São José do Rio Preto | ITF  | 25 000 | ziemna | María Irigoyen       | 6:3, 6:4      |
| 8. | 07/07/2013 | São José do Rio Preto | ITF  | 25 000 | ziemna | María Irigoyen       | 0:6, 6:2, 6:3 |
| 9. | 13/10/2013 | Asunción              | ITF  | 25 000 | ziemna | Verónica Cepede Royg | 6:3, 7:6(5)   |